# Рудоуправление имени Коминтерна
Рудоуправление имени Коминтерна — бывшее предприятие горнодобывающей отрасли по добыче и переработке железных руд на базе Криворожского железорудного бассейна в городе Кривой Рог.

## История
Месторождение разрабатывалось с 1886 года открытым способом, с 1908 года — подземным (шахта «Солокруп», впоследствии шахта «Большевик»).
В 1927—1935 годах построена шахта «Коминтерн», в 1952—1958 годах — шахта «Октябрьская», в 1954—1966 годах — шахта «Заря».
В 1952 году рудоуправление реконструировано.
В 1961 году рудоуправлению присвоено имя Коминтерна.
С 1973 года входит в состав ПО «Кривбассруда».
В 1979 году на предприятии добыта 150-миллионная тонна руды, в честь чего установлен памятный знак.
На 1983 год балансовые запасы составляли 118,5 млн тонн руды.
Годовая добыча в 1986 году составляла 2,3 млн тонн руды.
В 1987 году горные работы велись на глубинах более 1 км.

## Характеристика
Месторождение расположено в центральной части Криворожского железорудного бассейна, вскрыто тремя рудоподъёмными и вентиляционными стволами. Добыча велась подэтажно-камерными системами разработки с отбойкой руды глубокими скважинами и последующей закладкой выработанного пространства.
Рудоуправление включало три эксплуатационные шахты, дробильно-сортировочную фабрику, цехи подземной закладки, ремонтно-строительный, механический и другие. Из горнотранспортного оборудования использовались виброустановки, скреперные лебёдки, буровые каретки, погрузочные машины, комплексы для проходки восстающих.
Производилась мартеновская, доменная и агломерационная руда. 70% составляли мартитовые руды с содержанием Fe 61,1 %. Потери руды 9,2%, разубоживание — 6%.